# Protomyctophum tenisoni
Protomyctophum tenisoni är en fiskart som först beskrevs av Norman, 1930.  Protomyctophum tenisoni ingår i släktet Protomyctophum och familjen prickfiskar. Inga underarter finns listade i Catalogue of Life.